# Plesná
Plesná är en stad i Tjeckien.   Den ligger i regionen Karlovy Vary, i den västra delen av landet, 150 km väster om huvudstaden Prag. Plesná ligger 501 meter över havet och antalet invånare är 2 077.
Terrängen runt Plesná är platt västerut, men österut är den kuperad. Runt Plesná är det ganska tätbefolkat, med 139 invånare per kvadratkilometer. Närmaste större samhälle är Aš, 10,8 km väster om Plesná. Omgivningarna runt Plesná är en mosaik av jordbruksmark och naturlig växtlighet.